# 尖萼刀豆
尖萼刀豆（学名：Canavalia gladiolata）为豆科刀豆屬下的一个种。